# Liknes
Liknes è un villaggio della Norvegia, situato nella municipalità di Kvinesdal, nella contea di Agder.